# Казімеж Рудзінський
Казімеж Рудзінський гербу Прус III (пол. Kazimierz Rudziński; 1676 — 31 серпня 1759) — польський шляхтич, урядник, реґіментар Королівства Польського. Спочатку підписувався «з Рудна», з початку 18 ст. «з Мінська».

## Життєпис
Виховувався матір'ю у родинній Поґожелі. Навчався у школі єзуїтів Варшави.
На трибуналах підтримував коронного гетьмана Адама-Миколая Сенявського, також помогав його дружині Ельжбеті Гелені (наприклад, у 1717 році). За Вл. Конопчинським, підтримував освітню діяльність Станіслава Конарського, можливо, їх зблизила належність до табору короля С. Лещинського в 1733—1736 роках. Обирався маршалком сейму 1738 року. У 1747—1751 роках намагався стати польним коронним гетьманом. Виступав проти розпарцелювання маєтків Острозької ординації (так звана Кольбушовська трансакція).
Фундатор костелу та монастиря у власному маєтку Сенніца.

Посади: мазовецький воєвода, каштелян черський (1723), староста крушвіцький, хенцінський, підчаший черський (правдопод. 1713).

Державив маєток Збоїська від імені князя Михайла Казимира Радзивілла «Рибоньки» з 1738 року. Посідав королівщини у Белзькому, Руському (зокрема, ключ самгорудецький), Подільському воєводствах.

Бернард Меретин перебудовував палац Казімежа Рудзінського у Львові.
Помер від удару апоплексії у Поґожелі 31 серпня 1759, був похований у Сенніці 18 вересня. Портрет його був на плебанії Калушина біля Мінська-Мазовецького.

### Сім'я
Перша дружина — Ева Вецька (пом. 14 травня 1727). Діти:
- Францішек — коронний чесник, маршалок сейму 1738, дружина — Тереза з Тарлів[2]

Друга дружина — Антоніна (†10.3.1753, Поґожель) — донька луківського старости Яна Новосельського та Анни з Домашевських. Першим її чоловіком був Віктор Феліціан Цешковський. Політично була пов'язана з «фамілією» князів Чорторийських. Як і К. Рудзінський була похована в Сенніці. Діти:
- Міхал — чоловік Ельжбети Потоцької, доньки Фелікса (слоньського каштеляна, син Міхала Потоцького та Маріанни Данилович[3])

Третя — Тереза з Кіцьких (з листопада 1753), вдова плоцького каштеляна Міхала Неборського. Дітей не мали.